# Liste von Höhlen in Ostwestfalen-Lippe

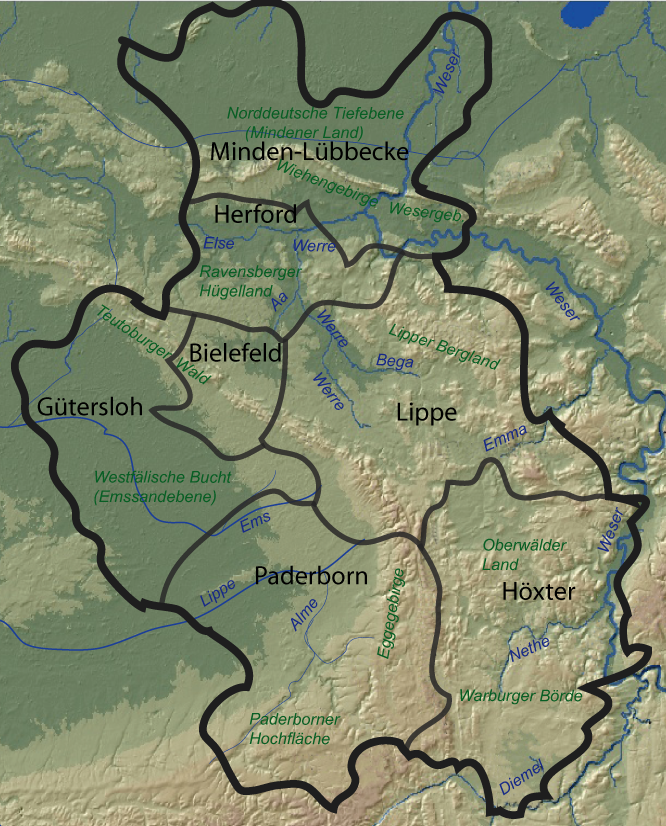
Ostwestfalen-Lippe

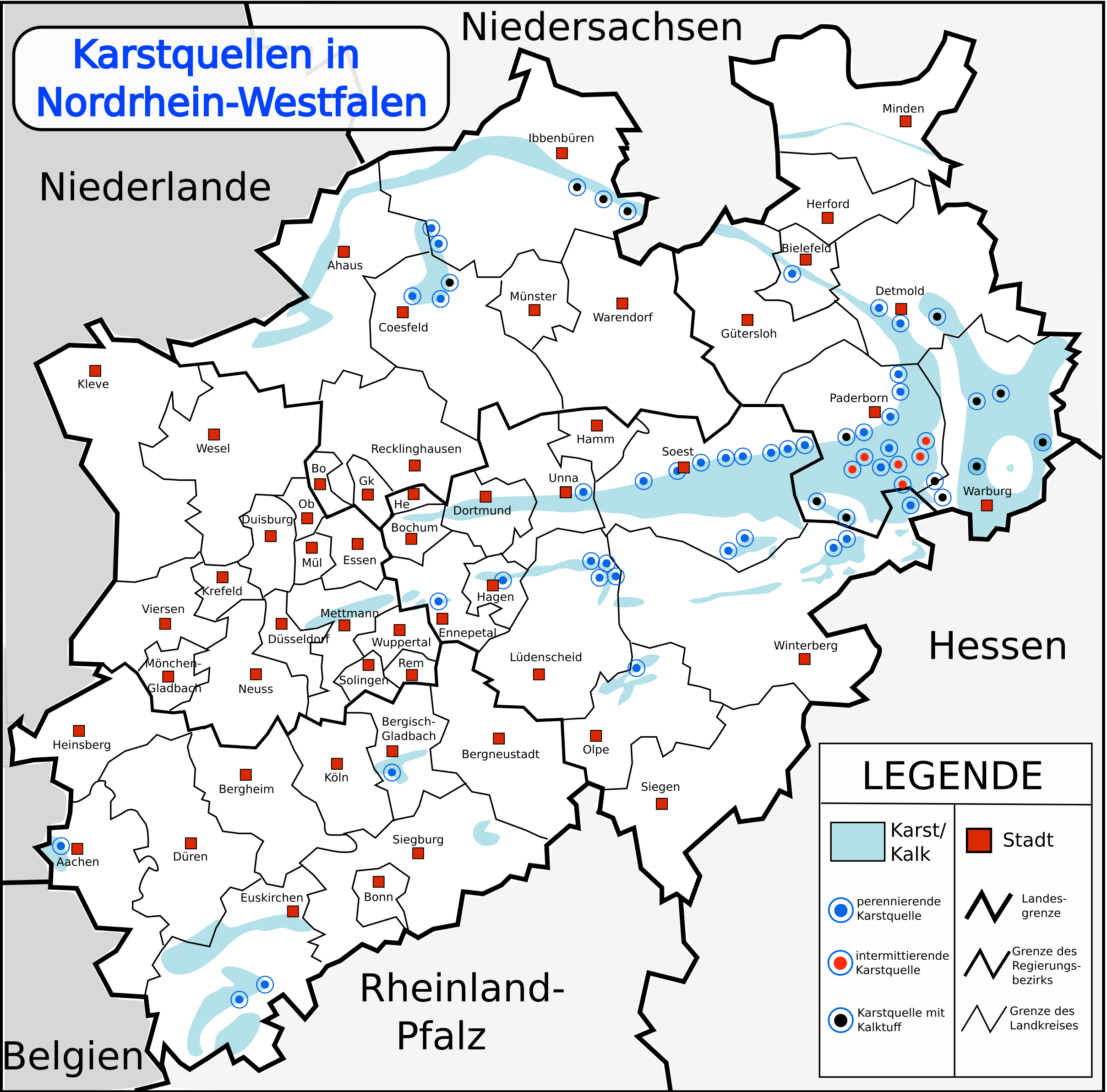
Karstzonen in Nordrhein-Westfalen

Die Liste von Höhlen in Ostwestfalen-Lippe erhebt keinen Anspruch auf Vollständigkeit. Vor allem der Süden der Region Ostwestfalen-Lippe ist von Karstzonen geprägt.
Die 1985 gegründete Arbeitsgemeinschaft Höhle und Karst Lippe  (AGHKL) betreut 210 Höhlen. Zu den zeitgenössischen Höhlenforschern zählt Hans Morlo.

## Liste

### Bielefeld
| Bezeichnung  | Ortschaft       | Bemerkungen | Bild |
| ------------ | --------------- | --- | ---- |
| Zwergenhöhle | Bielefeld-Senne | Einzige Höhle in Bielefeld, ursprünglich noch mit 20,8 m vorgefunden, nunmehr nach Verbruch nur noch 11 m lang. |      |

### Kreis Gütersloh
| Bezeichnung              | Ortschaft      | Bemerkungen | Bild |
| ------------------------ | -------------- | ----------- | ---- |
| Pfaffenkammer            | Borgholzhausen |             |      |
| Schwarzes Loch           | Halle          |             |      |
| Hesseler Höhlen I und II | Halle          |             |      |

### Kreis Herford
| Bezeichnung     | Ortschaft | Bemerkungen | Bild |
| --------------- | --------- | ----------- | ---- |
| Horststeinhöhle | Vlotho    |             |      |

### Kreis Höxter
| Bezeichnung | Ortschaft | Bemerkungen | Bild |
| ----------- | --------- | ----------- | ---- |
| Weiße Kuhle |           | [ 4 ]       |      |

### Kreis Lippe
| Bezeichnung            | Ortschaft         | Bemerkungen                                                | Bild |
| ---------------------- | ----------------- | ---------------------------------------------------------- | ---- |
| Bielsteinhöhle         | Horn-Bad Meinberg | Im Naturschutzgebiet Bielsteinhöhle mit Lukenloch gelegen. |      |
| Lukenloch              | Horn-Bad Meinberg | Im Naturschutzgebiet Bielsteinhöhle mit Lukenloch gelegen. |      |
| Hohlsteinhöhle         | Kohlstädt         |                                                            |      |
| Höhle in der Mordkuhle | Detmold-Hiddesen  |                                                            |      |

### Kreis Minden-Lübbecke
| Bezeichnung                | Ortschaft        | Bemerkungen | Bild |
| -------------------------- | ---------------- | ----------- | ---- |
| Wolfshöhle                 | Porta Westfalica |             |      |
| Silberblickhöhlen I und II | Porta Westfalica |             |      |

### Kreis Paderborn
| Bezeichnung            | Ortschaft | Bemerkungen | Bild |
| ---------------------- | --------- | ----------- | ---- |
| Grundsteinheimer Höhle |           | [ 5 ]       |      |